# László Zoltán (sci-fi-író)
László Zoltán (Hatvan, 1977 –) magyar újságíró, Zsoldos Péter-díjas sci-fi-szerző.

## Pályakép
A cyberpunk irányzat hatására fordult a science-fiction írása felé, első írói szakasza ennek az irányzatnak az ihletésére történő alkotással és a vele szemben való önmeghatározással telt el.
Művein érezhető egyfajta folyamatos távolodás a gibsoni világtól, de még ezer szállal kötődik hozzá. Első novelláit a Cherubion Kiadónál publikálta, méghozzá saját név alatt. Végig következetesen, írói álnév nélkül kereste a publikációs lehetőségeket, amiket meg is talált a Cherubion antológiák után az Átjáró Magazin, majd a Galaktika magazin hasábjain.
Első önálló regénye 2005-ben jelent meg az Inomi kiadónál. A Hiperballada egy alternatív jövőben játszódó regény, ami mind William Gibson, mind Gáspár András világával mutat közös vonásokat, de ez sokkal inkább a tudatos építkezés, elődkeresés jele, mint a másolásé. A regény világában elmaradt a rendszerváltás s mind a hidegháborút, mind a technológiai versenyt a szovjetek nyerték meg. Erénye a műnek, hogy nagyon érett módon kezeli az alternatív valóságot, nem akarja mindenáron megmagyarázni, hogy miért történt másképp, jobb-e így vagy sem, nem utal a mi valóságunkra (mint például Philip K. Dick Az ember a Fellegvárban c. regénye). Az egyik legfőbb helyszín pedig az alternatív jövő Budapestje, kitűnően eltalált hangulattal, részletekbe menő kidolgozottsággal, s főhősei közül is többen magyarok. A regény fontos mérföldkő a XXI. század eleji magyar SF-regények közt, mert a magyar témát éretten, komoly hangvétellel kezeli, kapcsolódva a Gáspár – Trenka-féle vonulathoz, kikerülve a Dévényi – Fonyódi Tibor-féle humoros, de sztereotip ábrázolásmódot.
2005 nyarán „Best young author” (Legjobb fiatal szerző) díjat kapott a Galaktika szerkesztősége javaslatára a glasgow-i SF találkozón. Második regénye, a Nagate egy un. urban fantasy, amiben a klasszikus Fantasy világát a fogyasztói társadalommal ütközteti, SF-elemeket is felhasználva. 2008 nyarán Zsoldos Péter-díjat kapott harmadik, A Keringés címet viselő regényéért. Ebben az éghajlatváltozásra az emberiség a Föld távoli jövőjébe tett időutazásokban talál megoldást. Miközben megkezdődik az emberek tervszerű áttelepítése a több millió évnyire a jövőben található időszeletekbe, többen arra keresik a választ, mi történhetett az emberiséggel a közbenső időkben. a regény a szerző korábbi műveihez hasonlóan erős globalizáció- és fogyasztói társadalom kritikát fogalmaz meg.
Következő kötete, a Nulla pont 2009 őszén jelent meg. Ez laza folytatása a Nagaténak és az abban megalkotott világra tudományos-fantasztikus magyarázatot ad. Szerkezete sajátos: három főszereplő egy napját követjük nyomon több változatban attól függően, hogy a véletlenek összjátékának köszönhetően a nap eseményei milyen fordulatot vesznek. A regény a hipertérrel és a negyedik dimenzióval foglalkozó elméletekre épül.
2013-as regénye, az Egyszervolt ismét új vizekre evez: a magyar népmesék jól ismert motívumait rendezgeti új mintába napjaink Budapestjén – korábbi munkáihoz képest könnyedebb hangvételben.
Nyolc év szünet után 2017-ben újra sci-fi regénnyel jelentkezett. A Távolvízben az embert szolgálni vágyó idegen lények bukkannak elő az óceán mélyéről, ám senki nem tudja, kik és miért alkották meg őket, jelenlétük áldás-e vagy ellenkezőleg: csapda, amelybe az emberiség önként besétál.
Szerzője az SFmag.hu spekulatív fikcióval foglalkozó online magazinnak.

## Bibliográfia

### Elbeszélései
- Neontánc. Feketecsuklyások, Cherubion, 1999
- A Vadászat. A Jessa fátyla, Cherubion, 1999
- Odafent. Holtak galaxisa, Cherubion, 2000
- JátékValóság. Átjáró 8, 2003
- Neuro nulla. Átjáró 11., 2003
- Analógia. Átjáró 15., 2004
- Szirénének. Galaktika 181., 2005
- A valóságcsináló. Galaktika 187., 2005
- Az E. Roham 2., 2006
- Kalamona. 77 {hetvenhét}, Delta Vision, 2006
- Százezer Armstrong. Galaktika 204, 2007
- Lyukak az égen. MetaGalaktika 9.5, 2007
- Mélyebb rétegek. Erato, Delta Vision, 2007
- Minden nap olimpia. Új Galaxis 13, 2008
- Csend. Galaktika 225, 2008
- Párhuzamosok a végtelenben. Metagalaktika 11, 2009
- Temetői járat. Kétszázadik, Metropolis Media, 2009
- Levelek a szerkesztőségből. Rost, 2009
- Rossz hírek jönnek. Csillagszálló 11, 2009
- Réges-rég.[1] SFmag, 2011
- Forradalmi gépezet. Galaktika 261., 2011
- A Hundred Thousand Armstrongs.[2] Word SF Blog, 2011
- Emelkedés. Galaktika 267-268, 2012
- Mózes az inverz hegyről. Galaktika 282, 2013
- Világvégék. Az év magyar science-fiction és fantasy novellái 2018., Gabo SFF
- Forradalmi gépezet. 48 másképp – ifjúsági novellák a múltból. Móra,  2019
- Madarak, emlékek, lánygyermek. Az év magyar science-fiction és fantasy novellái 2019., Gabo SFF
- Kimenőoldal. Az év magyar science-fiction és fantasy novellái 2020., Gabo SFF

### Regényei
- Hiperballada. Inomi SF&F, 2005
- Nagate. Delta Vision, 2005
- A Keringés. Galaktika Fantasztikus Könyvek, 2007[3]
- Nulla pont. Galaktika Fantasztikus Könyvek, 2009
- Egyszervolt. Agave Könyvek, 2013
- Távolvíz.  Agave Könyvek  2017[4]
- Mindig egyre több. Gabo SFF 2021